# Balbins
Balbins korábbi község (település) Franciaországban, Isère megyében. 2019. január 1-jén Ornacieux községgel egyesült és Ornacieux-Balbins új község része lett.
Lakosainak száma 448 fő (2018. január 1.). Balbins Penol, Sardieu, La Côte-Saint-André és Ornacieux községekkel határos.

## Népesség
A település népességének változása:
| Lakosok száma | 205  | 257  | 313  | 371  | 400  | 386  | 407  | 456  | 440  | 448  |
|               | 1968 | 1975 | 1982 | 1999 | 2006 | 2011 | 2013 | 2016 | 2017 | 2018 |